# Peg Leg Howell
Joshua Barnes Howell (* 5. März 1888 in Eatonton, Georgia; † 11. August 1966 in Atlanta, Georgia), bekannt als Peg Leg Howell (Holzbein Howell), war ein US-amerikanischer Blues-Gitarrist, Sänger und Songschreiber.
„Peg Leg“ Howell wird dem Piedmont Blues zugerechnet. Er gilt als Bindeglied zwischen dem schwarzen Farmarbeitergesang und dem frühen Blues.
Der Farmarbeiter Howell brachte sich das Gitarrespielen im Alter von 20 Jahren selbst bei. 1916 musste sein rechtes Bein nach einer Schießerei mit seinem Schwager amputiert werden, daher sein Spitzname. 1923 zog Howell nach Atlanta, wo er auf der Straße musizierte. Nebenbei betrieb er Alkoholschmuggel, was ihm 1925 ein Jahr im Gefängnis einbrachte.
Nach seiner Entlassung machte er erste Aufnahmen für Columbia Records. Bis 1929 folgten etliche weitere Aufnahmen, teils solo, teils mit Henry Williams (Gitarre) und Eddie Anthony (Fiddle), die ihn auch auf der Straße begleiteten. Zu Howells Aufnahmen zählen unter anderem New Prison Blues, Skin Game Blues und New Jelly Roll Blues.
Nach den letzten Aufnahmen kam Williams ins Gefängnis, Anthony starb 1934, und Howell geriet allmählich in Vergessenheit. 1952 verlor er sein zweites Bein als Folge seines Diabetes.
1963 wurde Howell wieder „entdeckt“ und machte neue Aufnahmen. Er starb 1966 in Atlanta.